# 詹姆斯·福特·罗德斯
詹姆斯·福特·罗德斯 (英語：James Ford Rhodes，1848年5月1日—1927年1月22日）是一位美国工业大亨和历史学家，代表作品有《美国内战史：1861–1865》（A History of the Civil War, 1861–1865，1917年出版，获1918年普利策历史奖）等。